# Xuân Hồng, Nghi Xuân
Xuân Hồng là một xã thuộc huyện Nghi Xuân, tỉnh Hà Tĩnh, Việt Nam.

## Địa lý
Xã Xuân Hồng nằm ở phía tây huyện Nghi Xuân, có vị trí địa lý:
- Phía đông giáp xã Xuân Lĩnh
- Phía tây giáp tỉnh Nghệ An
- Phía bắc giáp thị trấn Xuân An
- Phía nam giáp xã Xuân Lam.

## Hành chính
Xã Xuân Hồng được chia thành 8 thôn: 1, 2, 3, 4, 5, 6, 7, 8.

## Lịch sử
Ngày 18 tháng 7 năm 2024, HĐND tỉnh Hà Tĩnh ban hành Nghị quyết số 188/NQ-HĐND về việc sáp nhập Thôn 9 vào Thôn 8. Từ ngày 01/7/2025 xã Xuân Hồng sát nhập với các xã Xuân An, Xuân Giang, Xuân Viên, Xuân Lĩnh thành xã mới có tên Xã Nghi Xuân,  tỉnh Hà Tĩnh ( Bắt đầu thực hiện chính quyền 2 cấp) 

## Giao thông
Xã Xuân Hồng có Quốc lộ 1 chạy qua, cách thành phố Vinh 5 km, ga Vinh 15 km, sân bay Vinh khoảng 20 km và có sông Lam chảy qua rất thuận lợi cho việc vận chuyển đường thủy.